# 拉萨弓鱼
拉萨弓鱼（学名：Racoma waltoni）为鲤科弓鱼属的鱼类。在中国，分布于雅鲁藏布江水系等，多见于干支流流水环境。该物种的模式产地在拉萨。

## 扩展阅读
維基物種上的相關：拉萨弓鱼